# Campeonato de Tercera División de Costa Rica 1977
El Campeonato de Fútbol de Tercera División 1977, fue la edición número 54 de (Segunda División B de Ascenso) en disputarse, organizada por la FEDEFUTBOL. Siendo el campeón de la temporada 1976-77 la Asociación Club Deportivo San Miguel.
Este campeonato constó de 100 equipos debidamente inscritos en la Federación Nacional de Fútbol Aficionado por (CONAFA). Renombrado en 1982 como (ANAFA).

## Clasificación por la Octagonal Final de Segunda División de Ascenso
| 2.ª. División de Ascenso por (Región 1) | 2.ª. División de Ascenso por (Región 1) |
| --------------------------------------- | --------------------------------------- |
| 1                                       | Selección de Limón                      |
| 2                                       | Selección de Matina                     |
| 3                                       | Selección de La Estrella                |
| 4                                       | Selección de Talamanca                  |

| 2.ª. División de Ascenso por (Región 2) | 2.ª. División de Ascenso por (Región 2) |
| --------------------------------------- | --------------------------------------- |
| 1                                       | A.D. Santos de Guápiles                 |
| 2                                       | Selección de Guácimo                    |
| 3                                       | Selección de Río Frío de Pococí         |

| 2.ª. División de Ascenso por (Región 3) | 2.ª. División de Ascenso por (Región 3) |
| --------------------------------------- | --------------------------------------- |
| 1                                       | A.D. Pacayas de Turrialba               |
| 2                                       | Selección de Guácimo                    |
| 3                                       | Deportivo Imperial de Siquirres         |

| 2.ª. División de Ascenso por (Región 4) | 2.ª. División de Ascenso por (Región 4) |
| --------------------------------------- | --------------------------------------- |
| 1                                       | El Carmen F.C                           |
| 2                                       | A.D. Once Tigres                        |
| 3                                       | Pitahaya F.C                            |
| 4                                       | Tres Ríos F.C                           |
| 5                                       | A.D. Guadalupana                        |
| 6                                       | A.D. Oreamunense                        |
| 7                                       | Orioles                                 |
| 8                                       | Deportivo Félix Artavia F.C             |
| 9                                       | Industria Nacional de Cemento           |
| 10                                      | A.D. Instituto Tecnológico              |
| 11                                      | A.D. Municipal Barquero                 |
| 12                                      | A.D. Juan Viñas                         |
| 13                                      | Deportivo Asís F.C                      |
| 14                                      | Deportivo Lánkaster F.C                 |
| 15                                      | Deportivo Lisboa F.C                    |
| 16                                      | Santa Rosa F.C                          |
| 17                                      | Deportivo Toluca F.C                    |
| 18                                      | Pueblito F.C                            |

| 2.ª. División de Ascenso por (Región 5) | 2.ª. División de Ascenso por (Región 5) |
| --------------------------------------- | --------------------------------------- |
| 1                                       | A.D. Amigos de San Rafael de Coronado   |
| 2                                       | C.S. Guadalupe                          |
| 3                                       | Deportivo Los Rebeldes de Curridabat    |
| 4                                       | A.D. Valencia F.C                       |
| 5                                       | U.D. Linda Vista                        |
| 6                                       | Cinco Esquinas de Tibás                 |
| 7                                       | Selección de Montes de Oca              |

| 2.ª. División de Ascenso por (Región 6) | 2.ª. División de Ascenso por (Región 6) |
| --------------------------------------- | --------------------------------------- |
| 1                                       | C. Atlético San Luis                    |
| 2                                       | C. Atlético Terrazú                     |

| 2.ª. División de Ascenso por (Región 7) | 2.ª. División de Ascenso por (Región 7) |
| --------------------------------------- | --------------------------------------- |
| 1                                       | Desamparados F.C                        |
| 2                                       | C.S. La Libertad                        |
| 3                                       | Movimiento de Zapote                    |
| 4                                       | Los Sauces F.C                          |
| 5                                       | Rumania F.C                             |
| 6                                       | S. Gimnástica Española (San José)       |
| 7                                       | Aserrí F.C                              |
| 8                                       | Barrio El Carmen                        |
| 9                                       | Selección de Alajuelita                 |
| 10                                      | Río Claro                               |

| 2.ª. División de Ascenso por (Región 8) | 2.ª. División de Ascenso por (Región 8) |
| --------------------------------------- | --------------------------------------- |
| 1                                       | A.D. Alianza de Mora                    |

| 2.ª. División de Ascenso por (Región 9) | 2.ª. División de Ascenso por (Región 9) |
| --------------------------------------- | --------------------------------------- |
| 1                                       | San Lorenzo F.C                         |
| 2                                       | Selección de San Pablo de Heredia       |
| 3                                       | San Francisco                           |
| 4                                       | Club Deportivo Yuba Paniagua            |
| 5                                       | Club Deportivo Quesada                  |
| 6                                       | Once Estrellas F.C del Barreal          |
| 7                                       | Selección de Santa Bárbara              |
| 8                                       | Club Deportivo Floreño                  |

| 2.ª. División de Ascenso por (Región 10) | 2.ª. División de Ascenso por (Región 10) |
| ---------------------------------------- | ---------------------------------------- |
| 1                                        | Naranjeño F.C                            |
| 2                                        | Selección de Cristo Rey                  |
| 3                                        | Zaragoza                                 |
| 4                                        | Selección de Rafael (Ojo de Agua)        |
| 5                                        | Selección de Valverde Vega               |
| 6                                        | Selección de Sarchí                      |
| 7                                        | Selección de Poás                        |
| 8                                        | A.D. Municipal Grecia                    |
| 9                                        | Selección de Río Segundo                 |
| 10                                       | Selección de San Pedro (Poás)            |
| 11                                       | San Isidro                               |
| 12                                       | Selección de Bonita                      |
| 13                                       | Selección de Antonio                     |
| 14                                       | Tacares F.C                              |
| 15                                       | A.D. Cooperativa Victoria F.C            |
| 16                                       | Selección de Carrillos                   |

| 2.ª. División de Ascenso por (Región 11) | 2.ª. División de Ascenso por (Región 11) |
| ---------------------------------------- | ---------------------------------------- |
| 1                                        | Selección de Alfaro Ruiz                 |
| 2                                        | Pital F.C                                |

| 2.ª. División de Ascenso por (Región 12) | 2.ª. División de Ascenso por (Región 12) |
| ---------------------------------------- | ---------------------------------------- |
| 1                                        | A.D. Municipal Liberia                   |
| 2                                        | Selección de La Cruz                     |
| 3                                        | A.D. Abangares                           |
| 4                                        | Selección de Colorado                    |
| 5                                        | Selección de Cañas                       |

| 2.ª. División de Ascenso por (Región 13) | 2.ª. División de Ascenso por (Región 13) |
| ---------------------------------------- | ---------------------------------------- |
| 1                                        | Hojancha F.C                             |
| 2                                        | A.D. Santa Cruz                          |
| 3                                        | Selección de Nicoya                      |
| 4                                        | Selección de Nandayure                   |
| 5                                        | Carrillo F.C                             |
| 6                                        | Selección de Cañas                       |

| 2.ª. División de Ascenso por (Región 14) | 2.ª. División de Ascenso por (Región 14) |
| ---------------------------------------- | ---------------------------------------- |
| 1                                        | Selección de Puntarenas                  |
| 2                                        | A.D. Orotinense                          |
| 3                                        | Selección de San Mateo                   |
| 4                                        | Selección de Montes de Oro               |
| 5                                        | Selección de Esparza                     |
| 6                                        | Selección de Cóbano                      |
| 7                                        | Selección de Jicaral                     |
| 8                                        | Selección de Lepanto                     |

| 2.ª. División de Ascenso por (Región 15) | 2.ª. División de Ascenso por (Región 15) |
| ---------------------------------------- | ---------------------------------------- |
| 1                                        | Selección de Aguirre                     |
| 2                                        | Municipal Parrita                        |
| 3                                        | Selección de Turrubares                  |

| 2.ª. División de Ascenso por (Región 16) | 2.ª. División de Ascenso por (Región 16) |
| ---------------------------------------- | ---------------------------------------- |
| 1                                        | Selección de Golfito                     |
| 2                                        | Selección de Coto Brus                   |
| 3                                        | Selección de Osa                         |
| 4                                        | Selección de Corredores                  |

## Formato del Torneo
Se jugaron dos vueltas, en donde los equipos debían enfrentarse todos contra todos. Posteriormente se juega una octagonal y cuadrangular final (2.ª. División de Ascenso) para ascender a un nuevo inquilino para la Segunda División de Costa Rica.

## Campeón Monarca de Tercera División de Costa Rica 1977-1978
El Campeón Monarca de Tercera División 1977 fue la A.D. Naranjeña, sin embargo tuvo que jugar una liguilla con estos equipos de segunda y tercera.
| Liguilla del No Descenso 1977-78 | Liguilla del No Descenso 1977-78 |
| -------------------------------- | -------------------------------- |
| 1                                | Naranjo F.C                      |
| 2                                | Independiente de Turrialba       |
| 3                                | C.S. Uruguay                     |
| 4                                | Carmen de Cartago F.C            |

## Ligas Superiores
- Primera División de Costa Rica 1977

- Campeonato de Segunda División de Costa Rica 1976-1977

## Ligas Inferiores
Terceras Divisiones Distritales, Independientes y de Canchas Abiertas

## Torneos
| Predecesor: Campeonato 1976 | Tercera División de Costa Rica Campeonato 1977 | Sucesor: Campeonato 1978 |